# Manastambha
Una Manastambha "columna de honor" pilar construido frecuentemente frente a los templos jainas u otros lugares como estatuas. En el Norte de la India, suelen tener imágenes de cuatro tirthankaras en la parte superior.

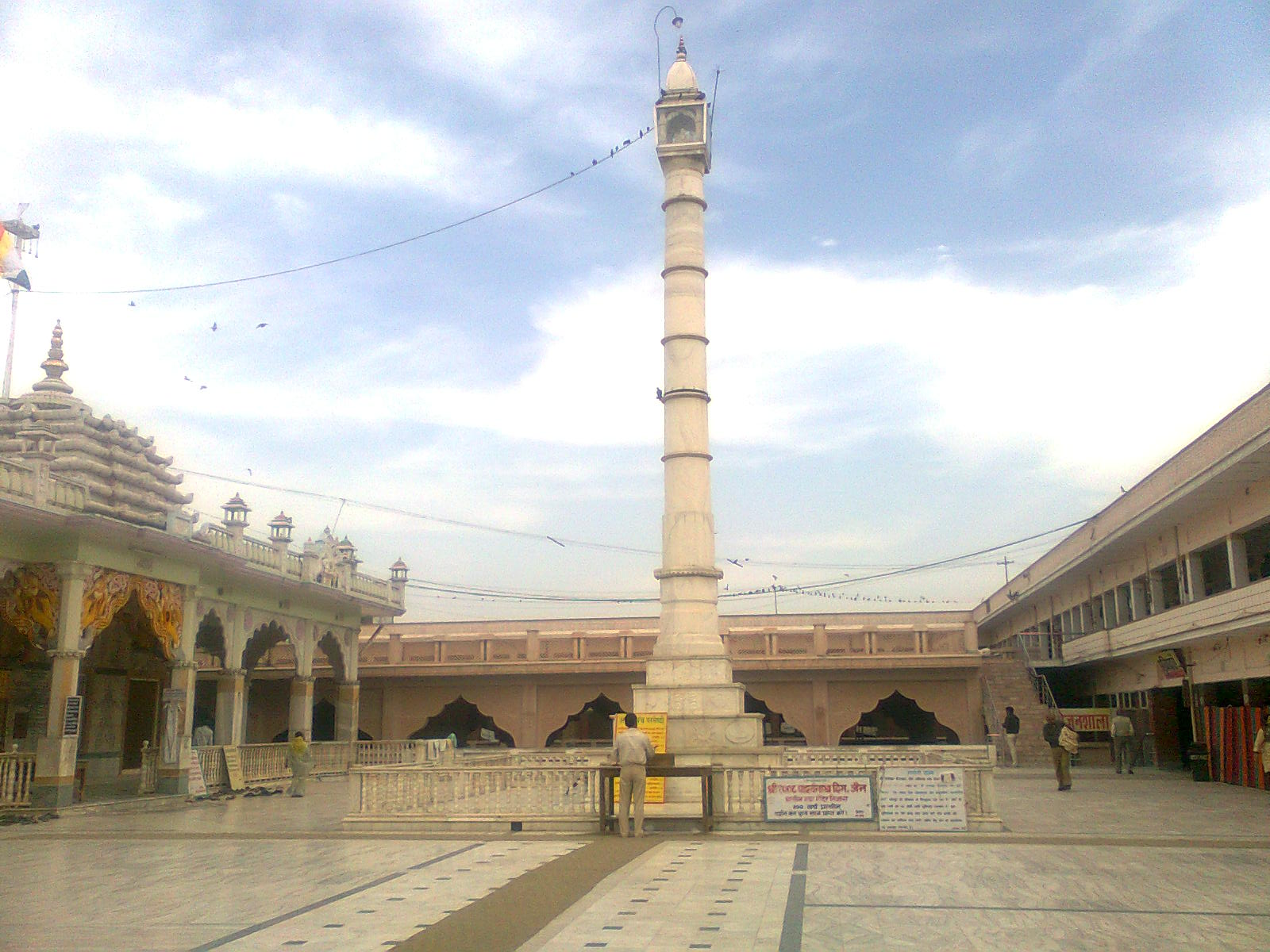
Ejemplo de manastambha en el templo jain de Tijara.

Según los textos de la tradición Digambara como el Adi Purana y Tiloyapannati, existe una manastambha en el samavasarana (lugar de predicación divino) de los tirthankaras, que produce el abandono del orgullo.
En la localidad de Mudbidri, en el sur de la India, las manastambhas son una característica de todos sus templos jainas e incluyen una estatua de Brahmadeva.

## Ejemplos
Existen numerosos ejemplos de manastambhas:
- Manastambhas de Devagarh
- Manastambhas de Mudbidri[5]
- Manastambhas de Shravanabelagola[6]
- Manastambha en Shikharji en Madhuvan
- La Torre de la Fama en el fuerte de Chittorgarh

En algunos templos fuera de la India también se incluyen estas columnas, por ejemplo el Templo jaina de Brampton en Canadá
Las manastambhas en el sur de la India suelen ser monolíticas. Normalmente se encuentran talladas con multitud de elementos de la mitología del jainismo.

## Imágenes

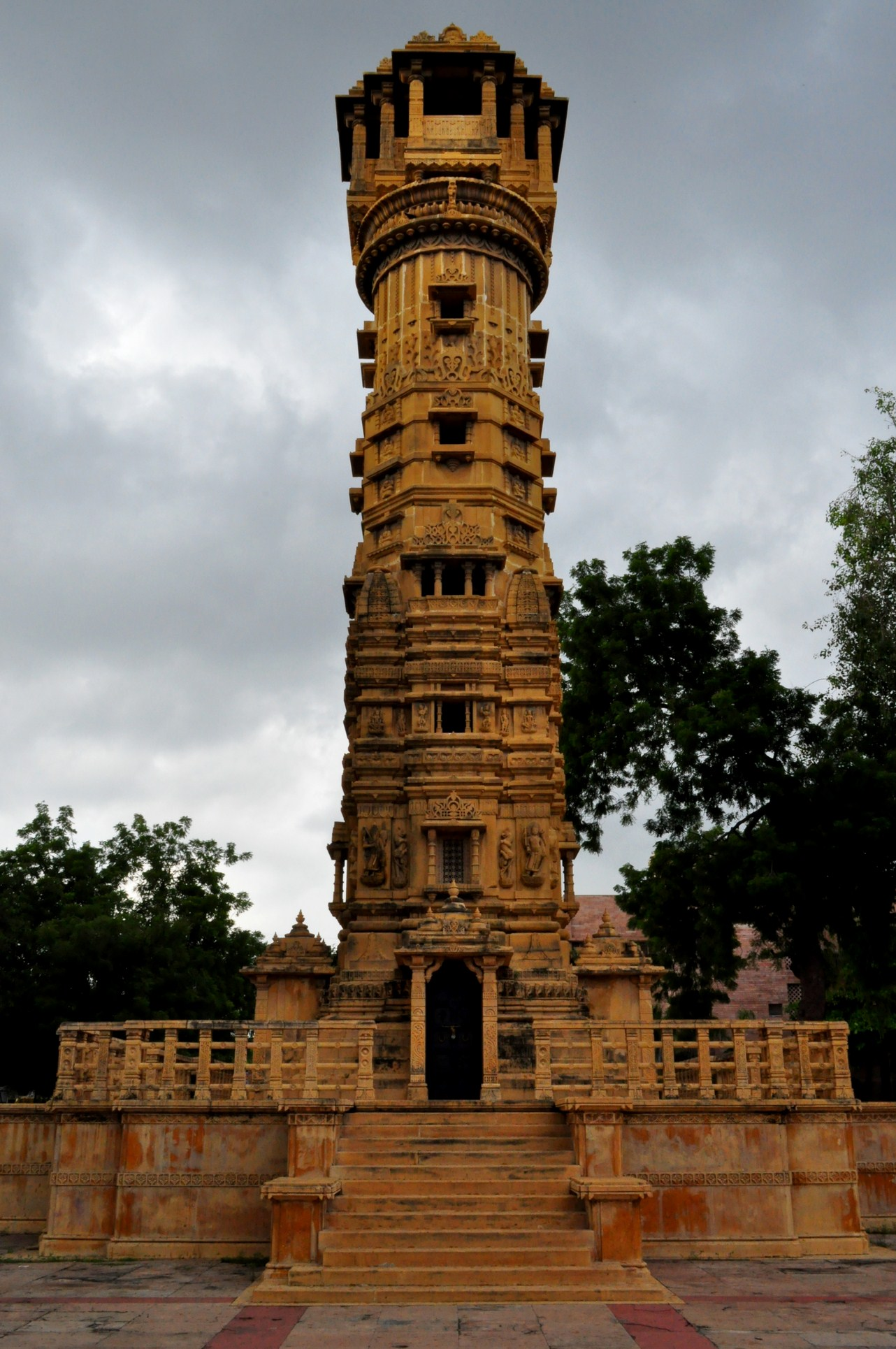
Kirti Stambha del Templo jaina de Hutheesing
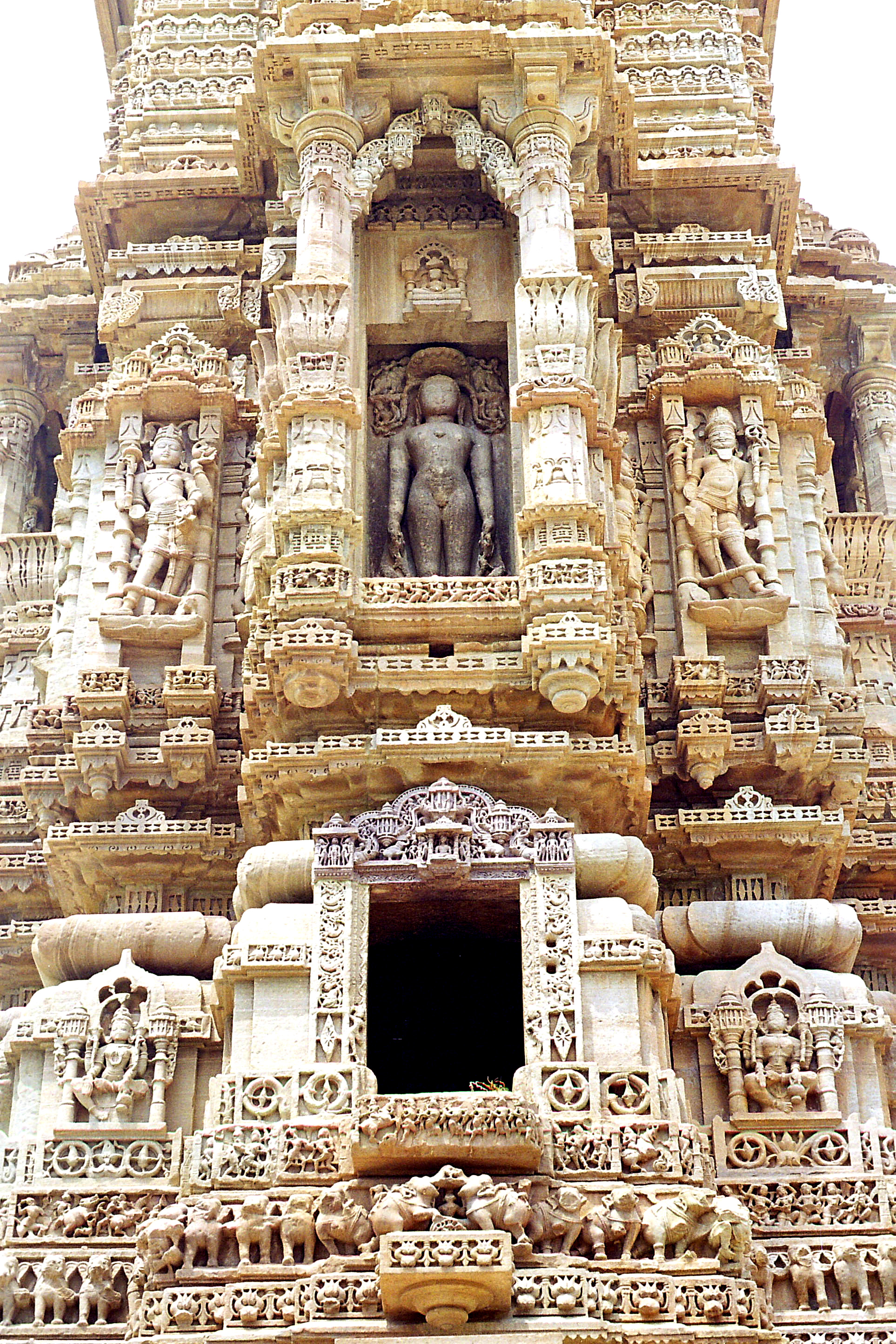
Kirti Stambha en Chittorgarh
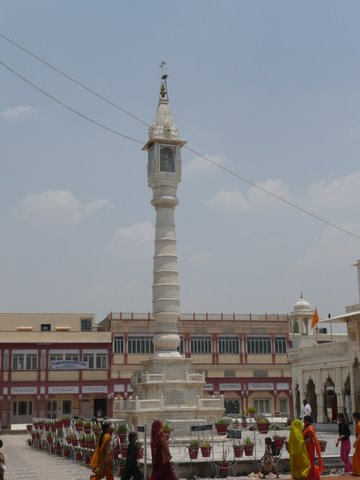
Manastambha en el Templo de Shri Mahavirji, Rajasthan, India
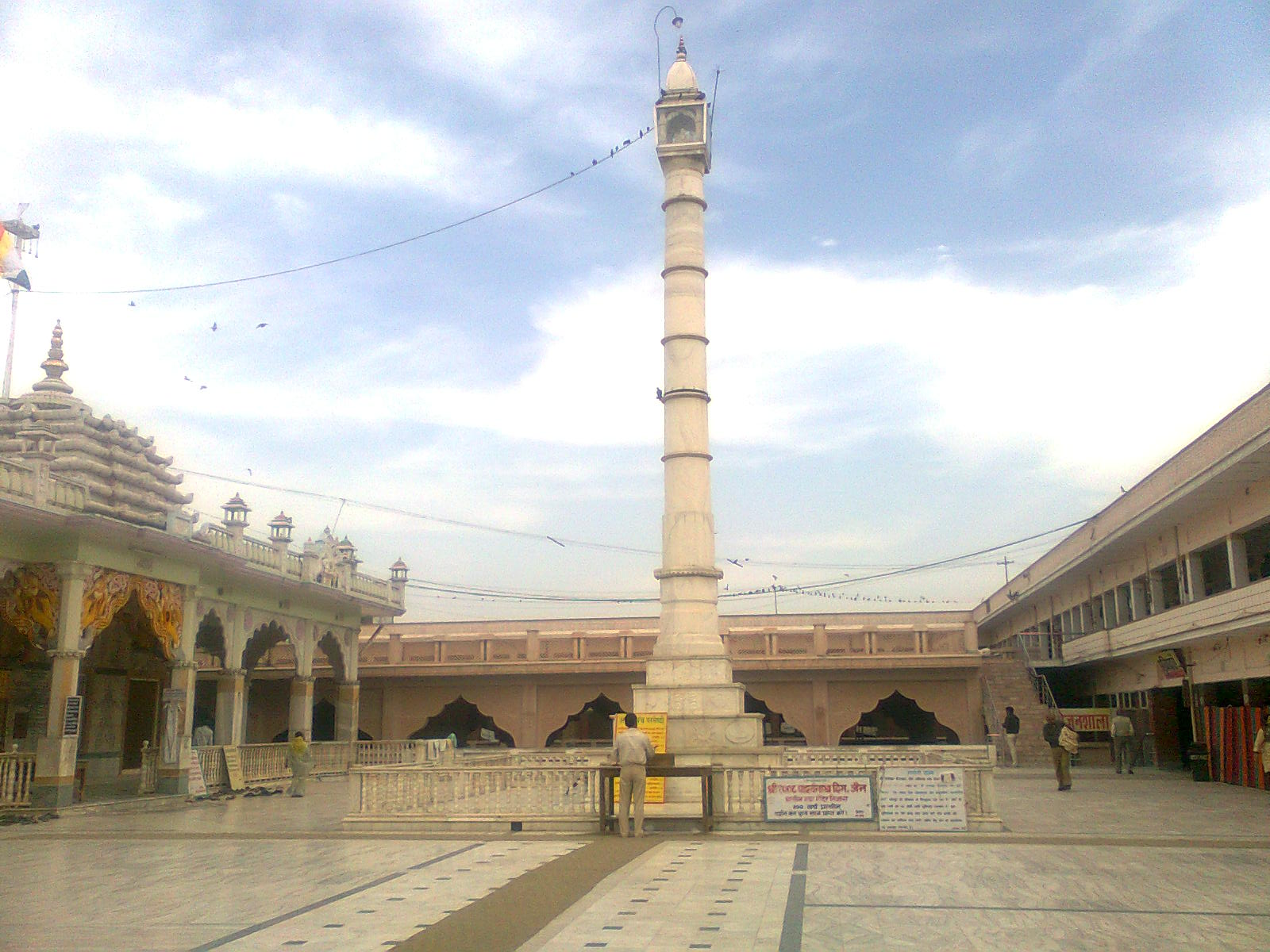
Manastambha en Templo jain de Tijara, Rajasthan, India
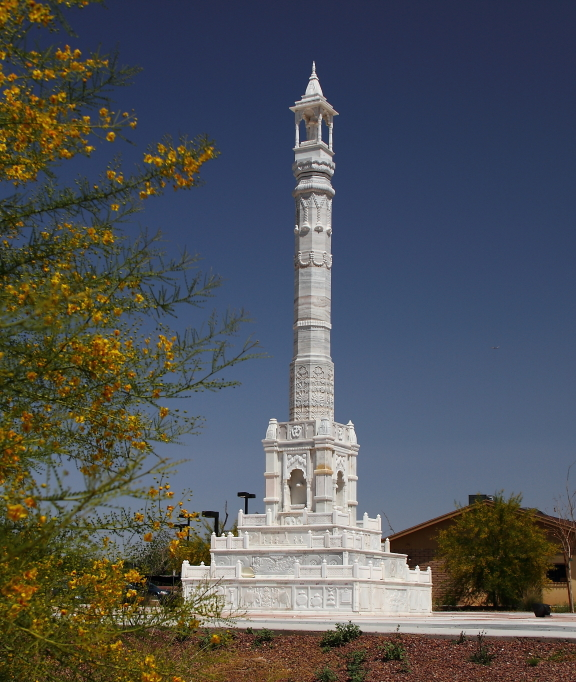
Manastambha en el centro jaina de Phoenix, Phoenix, Arizona, Estados Unidos
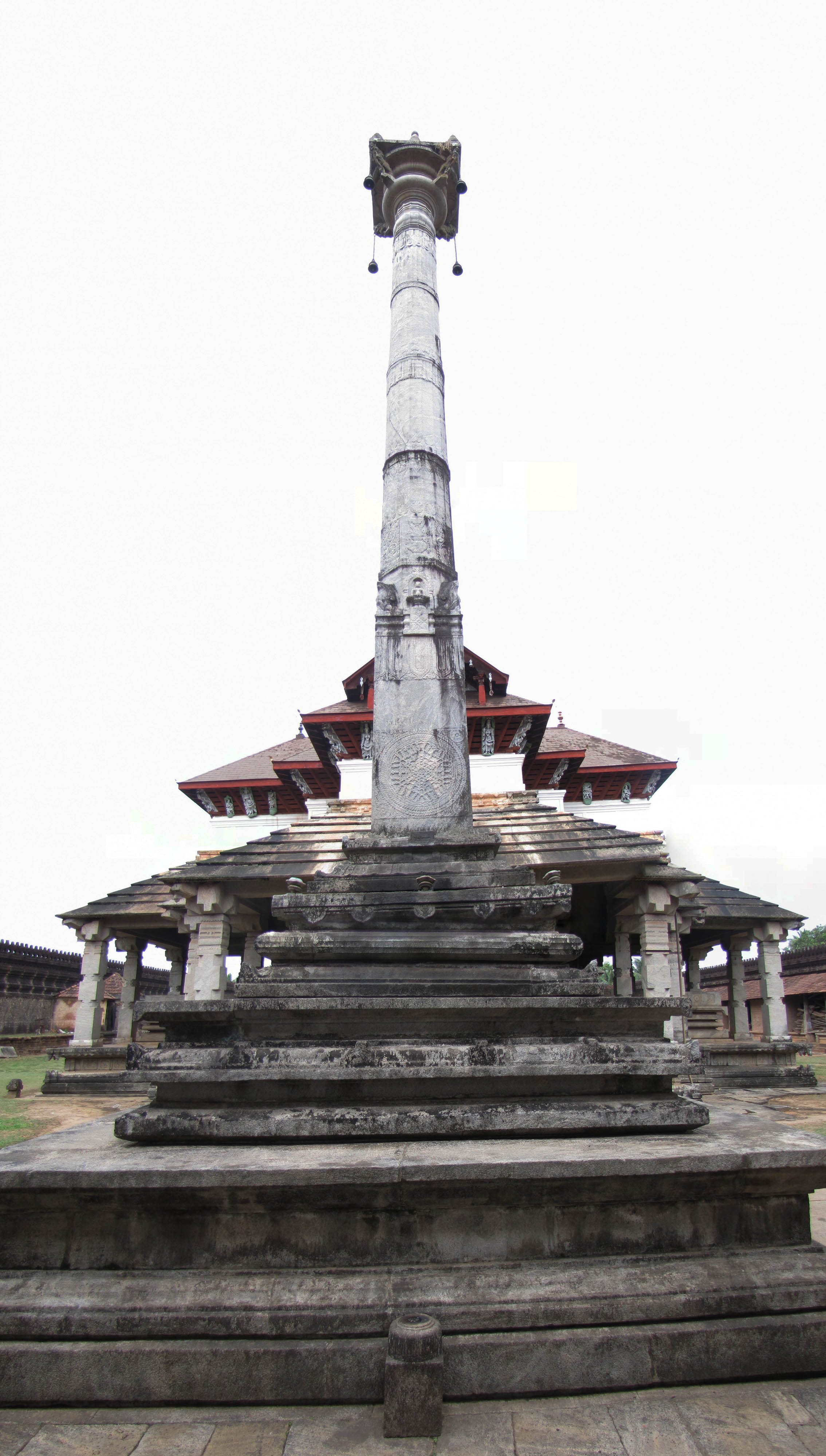
Manastambha en el Saavira Kambada Basadi en Mudbidri, Karnataka, India
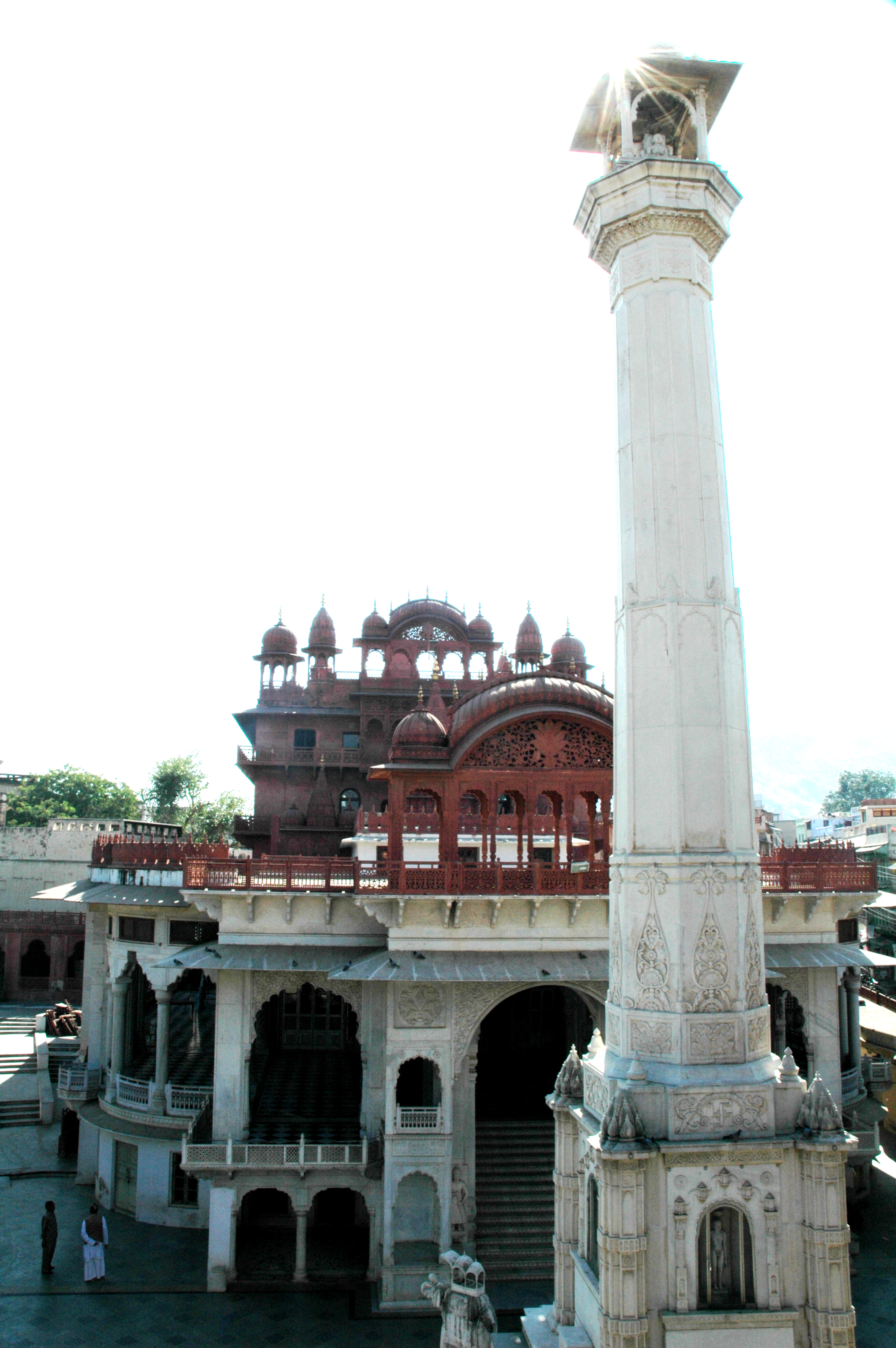
Manasthamba en el Templo jaian de Ajmer
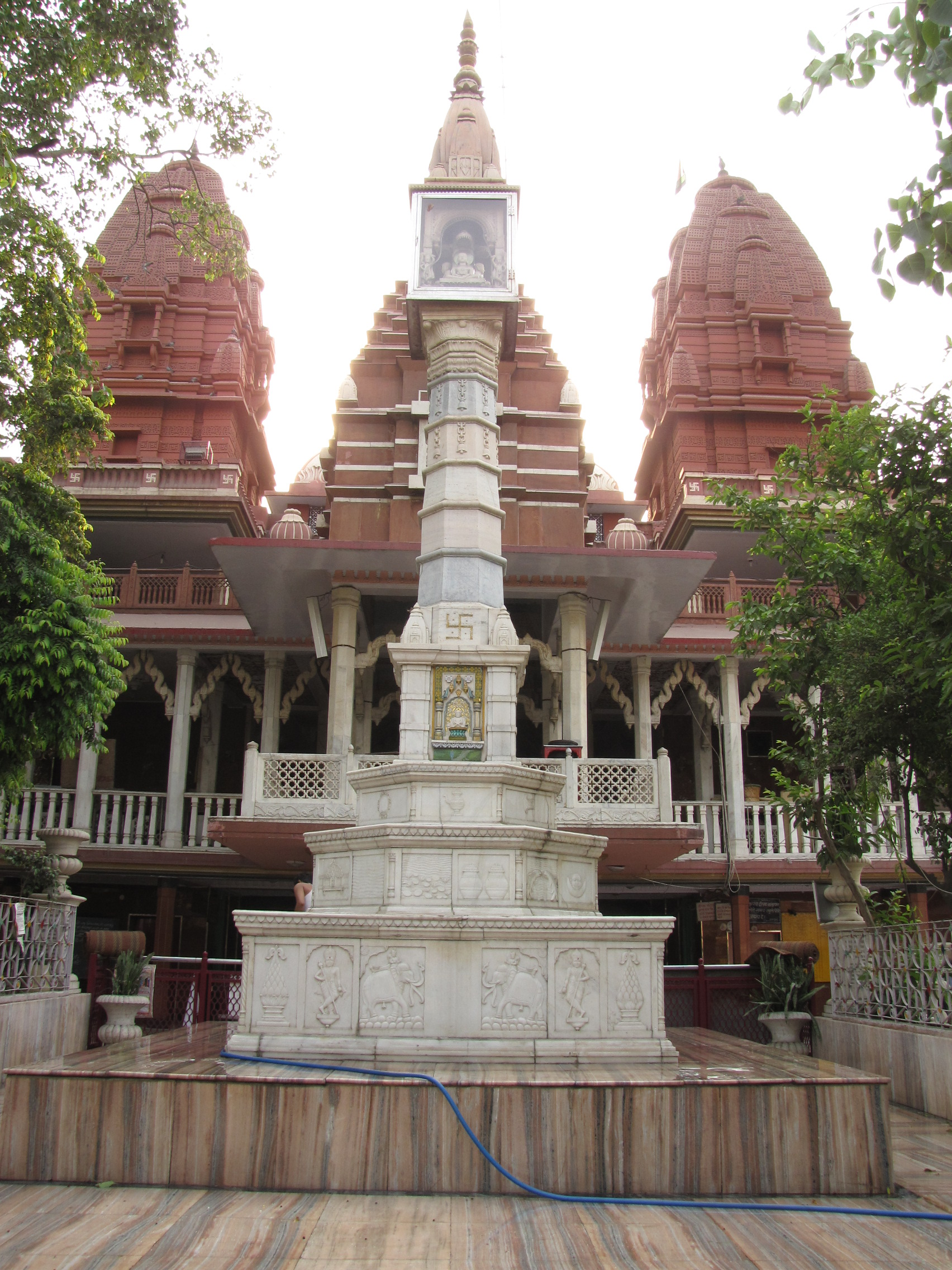
Manastambha en Lal Mandir
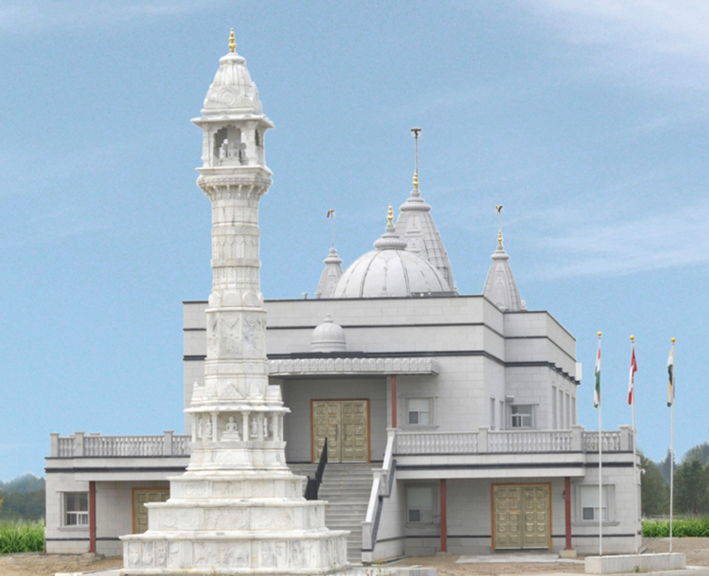
Manastambha en Canadá
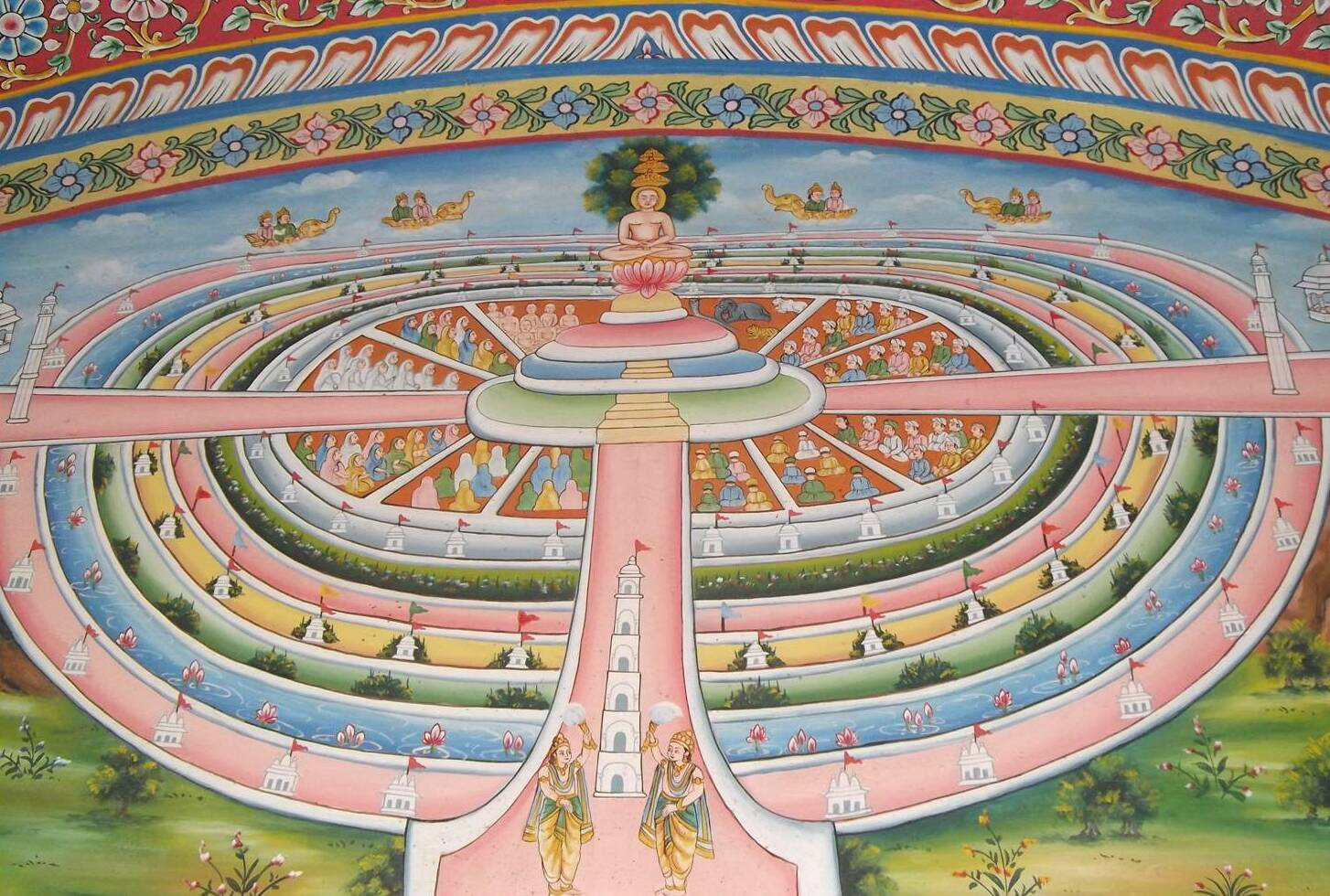
Representación del Samavasarana, lugar de predicación divina, con una manastambha en el centro